# Ernodes vicinus
Ernodes vicinus är en nattsländeart som först beskrevs av Mclachlan 1879.  Ernodes vicinus ingår i släktet Ernodes och familjen sandrörsnattsländor. Inga underarter finns listade i Catalogue of Life.